# Teufelchen (1915)
Teufelchen ist ein kurzes deutsches Stummfilmlustspiel aus dem Jahre 1915 von Ernst Matray, der auch die Titelrolle verkörpert.

## Handlung
Teufelchen hat sich den Magen verdorben, worauf die Großmutter den Höllenarzt kommen lässt. Der verschreibt ihm ein teuflisch wirksames Elixier, und gleich geht es dem roten Racker wieder so gut, dass ihn augenblicklich der Übermut erfasst. Er klammert sich an einigen Luftballons fest und segelt so zur Erde hoch. Gleich seine erste Begegnung mit einem Menschen fällt positiv aus: es handelt sich um ein hübsches Bauernmädchen, das ihm ausnehmend gut gefällt. Auch die Kleine mag den gehörnten Diabolus gern, versteckt aber lieber seine teuflischen Insignien und bindet ihm einen Blumenkranz um die Hörner. Auch der Höllenschwanz muss, wie sie findet, verschwinden, und so bindet sie ihm eine Schürze um die Lenden. Als die Eltern des Bauernmädchens auftauchen, sind sie ob der neuen Bekanntschaft ihrer Tochter reichlich erbost und ziehen sie von Teufelchen weg.
Der setzt seine Wanderung fort. Mit seinem Wunderelixier, mit dem er alles Tote zum Leben erwecken kann, hat er auch auf Erden großen Erfolg. Selbst ein defektes Auto kann er damit wieder zum Fahren bringen. Mit diesen Dienstleistungen lässt sich ordentlich Geld verdienen, und so wird Teufelchen in kürzester Zeit sehr reich. Da er sich aber auf Erden ein wenig einsam fühlt, erweckt Teufelchen mit seinem Elixier eine Vogelscheuche zum Leben, aus der ein Mensch wird. Doch sobald aus Fleisch und Blut, zeigen sich bei dem Strohkopf auch die negativen Seiten des Homo sapiens: Teufelchens „Freund“ hat nichts Besseres im Sinn, als dessen Geld zu stehlen. Dies ist nicht die einzige schlechte Erfahrung mit den Erdlingen, die der Gast aus der Hölle machen soll. Reichlich missgelaunt, bittet er Großmutter, ordentlich Regen, Blitz und Donner auf die Erde niederkrachen zu lassen. So geschieht es, doch ausgerechnet Teufelchens Liebstes, das Bauernmädchen, wird vom Blitz getroffen und fällt tot um. Für den Höllensohn kein großes Problem, hat er doch das lebenserweckende Elixier bei sich. Schließlich heiraten Teufelchen und das Bauernmädchen.

## Produktionsnotizen
Teufelchen, von Matray gleich im Anschluss von Marionetten gedreht, passierte die Filmzensur im November 1915 und wurde wohl wenig später uraufgeführt. Die Wiener Premiere ist für den 31. Dezember 1915 gesichert. Die Länge betrug in der k.u.k.-Fassung rund 870 Meter, verteilt auf, je nach Quelle zwei bzw. (angesichts der Kürze des Films eher unwahrscheinlich) drei Akte. 

## Kritik
„Ernst Matray, der treffliche Darsteller des Teufelchens, gibt diese Rolle mit so drolligem Geschicke, daß man über sein Spiel wirklich herzlich lachen muß. (…) Gewiß wird dieser amüsante Film Stürme von Heiterkeit im Publikum hervorrufen. (…) In dem heiteren Scherze dieses Filmspieles liegt viel geistreiches Erfassen des wirklichen Lebens.“